# Base antarctique Aboa
La base antarctique Aboa est une station de recherche finlandaise située en Antarctique sur la Terre de la Reine Maud. Fondée en 1989, elle a été dessinée et construite par  Centre de recherche technique de Finlande et n'opère que l'été. Elle se trouve à environ 200 mètres de la base suédoise de Wasa.
Elle dépend de l'Institut finlandais de recherche marine.